# 東郷重張
東郷 重張（とうごう しげはる、? - 1688年4月12日（貞享5年3月12日））は、江戸時代初期の薩摩藩士。薩摩藩の日置流弓術師範（師範としては2代目）。諱は初め重虎、後に重張。通称は四郎左衛門。

## 略歴
明から帰化した薩摩藩士で加治木衆である江夏友賢の子の江夏二閑と東郷四郎左衛門重勝の娘との子であったが、母方叔父の東郷重尚に嗣子がなかったので、その養子となる。
養父の弓術を相伝して、島津綱久、島津綱貴の弓術師範となる。
貞享5年（1688年）死去。菩提寺は松原山南林寺。法名は廓然院射因想的大居士。現在、墓は養父同様に南林寺由緒墓にある。

## 系譜
- 父：江夏二閑
- 母：東郷重勝の娘
- 養父：東郷重尚
- 妻：不詳

## 子孫
子孫は代々日置流弓術師範となった。このうち、東郷実依と東郷実行の墓は重張同様に南林寺由緒墓に現存している。また、「伊地知季安著作集六」の『諸家忠死略抄』によると幕末の子孫である東郷左大夫実敬は島津斉彬側用人や桑原郡踊郷地頭を勤める。その孫東郷重持は島津家家令で玉里文庫を西南戦争の災禍から救済した人物の一人である。